# 宮野正年
宮野 正年（みやの まさとし、1898年（明治31年）1月1日 - 1980年（昭和55年）8月20日）は、日本の陸軍軍人。最終階級は陸軍少将。

## 経歴
広島県出身。宮野亀四郎の二男として生まれる。名古屋陸軍地方幼年学校、中央幼年学校を経て、1918年（大正7年）5月、陸軍士官学校（30期）を卒業。同年12月、歩兵少尉に任官し歩兵第71連隊付となる。1925年（大正14年）11月、陸軍大学校（37期）を卒業した。
1926年（大正15年）12月、参謀本部付勤務となり、参謀本部員、ソビエト連邦駐在（ソ連隊付）及びドイツ駐在、陸軍歩兵学校研究部員を務め、1933年（昭和8年）3月、歩兵少佐に進級。同年4月、参謀本部員に就任し、1935年（昭和10年）10月から1936年（昭和11年）3月まで欧州に出張した。1937年（昭和12年）1月、教育総監部課員となり、1937年（昭和12年）8月、歩兵中佐に昇進。1938年（昭和13年）7月、教育総監部第2課長に就任。1939年（昭和14年）3月、歩兵大佐に進んだ。
1941年（昭和16年）2月、支那派遣軍参謀に発令され日中戦争に出征した。1942年（昭和17年）12月、陸軍予科士官学校付となり、1943年（昭和18年）3月、陸軍少将に進み予科士官学校幹事に就任。1945年（昭和20年）7月、第15方面軍参謀副長に発令され、大阪で終戦を迎えた。同年12月、予備役に編入された。
1947年（昭和22年）11月28日、公職追放仮指定を受けた。